# Hans L. Zetterberg
Hans Lennart Zetterberg, född 3 maj 1927 i Adolf Fredriks församling i Stockholm, död 28 november 2014 i Bromma församling i Stockholm, var en svensk sociolog och tidningsman. Politiskt var han liberalkonservativ. 

## Karriär
Efter studentexamen 1947 studerade Zetterberg vid University of Minnesota och Uppsala universitet, där han blev filosofie licentiat. Zetterberg var anställd vid Columbia University i New York som lärare 1953–1954, som forskarassistent 1954–1957 och som lektor i sociologi 1957–1964. Under 1965 och 1966 var han chef för Riksbankens jubileumsfond. Åren 1970–1974 var Zetterberg forskningschef vid Sifo (Svenska institutet för opinionsundersökningar) och sedan verkställande direktör åren 1975–1986. År 1977 utsågs han till hedersdoktor vid Umeå universitet. Under 1987 och 1988 var Zetterberg chefredaktör för Svenska Dagbladet. År 1988 invaldes han i Ingenjörsvetenskapsakademien. År 1999 mottog Zetterberg Helen Dinerman Award för sitt arbete med analyserande opinionsundersökningar.

## Privatliv
Hans L. Zetterberg var son till direktören Paul Zetterberg och Gunhild Öhlander. Första gången var han gift 1950–1956 med Eileen Tressler (född 1927), andra gången 1959–1964 med Christine Allen Zetterberg, tredje gången 1965 med Eva Blidberg, dotter till skeppsmäklaren Carl Åke Blidberg och Kerstin, ogift Lindberg, och fjärde gången 1978 till sin död med Karin Busch (född 1935).
Hans L. Zetterberg är begravd på Bromma kyrkogård.

## Verk
Zetterberg blev känd för sin teori om att samhället består av olika sfärer, som var och en har och bör följa sin egen inre logik. Teorin formulerades i serien The Many-Splendored Society I–IV (2009–2013).
Zetterbergs internationellt kända bok On Theory and Verification in Sociology används i undervisning vid såväl Columbia som Uppsala universitet.